# ガエターノ・スタルラッバ
ガエターノ・スタルラッパ（プリンス・ガエターノ・スタルラッパ・ディ・ジャルディネッリ、1932年12月3日 - ）は、イタリア出身の元F1ドライバーである。
シシリア島、パレルモで生まれる。
1961年のイタリアグランプリにロータス-マセラッティで1戦のみ参戦したが無得点。またいくつかのノンタイトル戦にも参戦した。
名前の「プリンス・ディ・ジャルディネッリ」は、イタリア貴族の一員の名前である。
| スタブアイコン | サブスタブ | この項目は、まだ閲覧者の調べものの参照としては役立たない、人物に関連した書きかけの項目です。この項目を加筆・訂正などしてくださる協力者を求めています（P:人物伝/PJ:人物伝）。 |